# 포레스트 검프
《포레스트 검프》(영어: Forrest Gump)는 윈스턴 그룸의 1986년 동명 소설에 기반한 1994년 로맨틱 코미디 드라마 영화이다.
상영기간 동안 전 세계에서 6억 7,700만 달러코카를 벌어 거대한 상업적인 성공을 거두었고 그 해에 최고의 총수입 영화로 만들었다. 1995년 제67회 아카데미상에서 총 13번의 지명을 얻었고, 그 중 아카데미 작품상, 아카데미 시각효과상, 아카데미 감독상, 아카데미 남우주연상을 수반하는 6개의 상을 수상했다.
영화는 정신장애 때문에 그것들의 중요성을 크게 인식하지 못하는 동안 역사적인 인물들을 만나서, 대중 문화에 영향을 받으며, 20세기 후반의 역사적인 사건들을 직접적으로 경험하는 인생을 통하여 한 남자의 이야기와 그의 서사시적인 여행을 말한다. 영화는 영화가 기반했던 책과 사실상 다르다.
대한민국에서는 1994년 10월 15일에 "포리스트 검프"라는 이름으로 개봉하였다. 그리고 1995년 6월에 "포레스트 검프"라는 이름으로 비디오로 출시되었다. 2000년(KBS 2TV)과 2005년(MBC)에 "포레스트 검프"라는 같은 이름으로 TV로 방영하였다.

## 줄거리
미국 조지아주 서배너의 버스 정류장에 앉아 있던 포레스트 검프는 그 옆에 앉아 있던 한 여성에게 그의 삶 이야기를 들려 준다. 이야기를 하는 가운데 버스 정류장에서 그의 이야기를 듣던 사람들이 계속 바뀐다. 이야기를 듣던 어떤 사람은 믿지 못하겠다는 태도를 취하기도 하고 무관심한 태도를 짓던 사람도 있었으며 또 재미있게 듣고, 관심을 보이는 사람도 있었다.
등교 첫 날 포레스트는 제니(Jenny Curran)라는 한 소녀를 만난다. 그 둘은 끈끈한 우정을 맺는다. 포레스트와 제니는 함께 시간을 보냈고 제니는 포레스트를 못살게 구는 아이들로부터 포레스트를 지켜낸다. 포레스트의 지능 지수(IQ)가 평균 이하(75)였지만 그의 뛰어난 달리기 실력으로 앨라배마 대학교의 미식축구 선수로 입학할 수 있게 되었다. 그는 베어 브라이언트(Bear Bryant) 코치 밑에서 선수로 뛰게 된다. 대학교를 졸업한 뒤 그는 군에 입대하였고 여기서 "버바"(Bubba)라는 이름의 친구 한 명을 사귀게 되었다. 그 친구는 포레스트에게 전쟁이 끝나면 새우잡이 사업을 같이 하자고 약속하였다. 그들은 베트남 전쟁에 보내졌고 둘 다 미 보병 9사단(9th Infantry Division)으로 가게 되었다. 잠복을 하던 가운데 친구 버바는 전투 가운데 죽고 만다. 포레스트는 전투를 하던 동안 상처로 두 다리를 잃게 된 소대장 "댄 테일러"(Dan Taylor)를 비롯한 소대 다수를 구해 낸다. 격한 전투에서 그의 소대 동료들 몇 명을 한 명씩 안전한 장소로 옮겨내었고 이는 토니 스테인 영웅격으로 묘사된다. 토니 스테인처럼 포레스트는 명예 훈장을 받게 된다.
포레스트가 엉덩이에 탄을 맞아 병원에서 치료를 받던 가운데 탁구에 대단한 소질이 있음을 알아낸다. 이로써 그는 유명 인사의 자리로 올라갈 수 있었으며 뒤에 핑퐁 외교에서 중국 팀들과 탁구 경기를 겨루게 된다. 그리고 그는 병장으로 진급한다. 워싱턴 D.C.에서 반전 모임이 일어나는 가운데 병장 검프는 히피족 스타일로 살고 있던 제니와 다시 만나게 된다. 포레스트는 그녀의 남자 친구가 그녀에게 뺨을 때리는 것을 목격한다. 포레스트는 그를 공격하지만 제니는 그 남자 친구와 떠날 것이라고 포레스트에게 말한다. 제니는 나중에 헤로인과 코카인에 중독되고 뒤에 포레스트는 존 레논을 만난다.
집으로 돌아오는 길에 포레스트는 탁구 패들(라켓)을 만드는 회사와 연계하여 스스로 25,000 달러를 벌어들인다. 이 돈으로 전시에 죽었던 친구 버바와의 약속대로 새우잡이 배를 산다. 이때 댄은 포레스트와 고기잡이에 합류한다. 초기에는 새우잡이에 어려움을 겪는다. 그러다가 허리케인 카르멘이 나타났지만 포레스트가 운영하는 배만이 살아남고 엄청난 양의 새우를 잡아 새우잡이 배 한 척을 살 만큼의 돈을 번다. 댄은 애플 사에 돈을 투자하고 포레스트는 그의 여생을 재정적으로 안전하게 보낼 수 있게 된다. 또, 그가 벌어들인 돈 절반을 버바의 가족에게 기부한다. 그는 집으로 돌아와 며칠 동안 그의 어머니의 죽음을 맞는다.
어느 날 제니는 포레스트를 만나러 돌아오고 포레스트는 그녀에게 청혼한다. 그녀는 이를 거절하지만 사랑의 뜻으로 그와 잠자리를 같이 한다. 그녀는 다음 날 아침에 일찍 그를 떠난다. 포레스트는 달리기를 하기 시작한다. 왜 달리는지 언급은 없다. 어린 시절 제니가 말한 "위험할 때 뛰어라"를 연결시킬 수 있을뿐. 그는 여러 번, 3년 반에 걸쳐 국가를 가로질러 달리기로 마음 먹는다. 그가 유명하게 되자 다른 사람들이 자발적으로 그의 뒤를 따라 달리기 시작한다.
현재로 돌아와, 포레스트는 버스 정류장에서 버스를 기다리는 까닭이 텔레비전에서 포레스트를 본 제니가 자기를 방문해 달라는 내용의 편지를 받았기 때문이라는 것임을 되새긴다. 그가 제니를 만나던 가운데 그녀는 포레스트라는 이름의 아들을 그에게 소개시켜 준다. 포레스트는 그 아이가 자기 아들임을 깨닫고 순간 놀란다. 제니는 포레스트에게 그녀가 지금 한 바이러스로 인하여 고통을 받고 있다고 포레스트에게 말한다. 가족 세 명은 앨라배마 주의 그린보(Greenbow)로 돌아온다. 제니와 포레스트는 마침내 결혼하지만 머지 않아 그녀는 죽음을 맞는다. 영화는 아버지와 아들이, 포레스트의 아들 포레스트가 처음 등교하는 날에, 학교 버스를 기다리는 것으로 끝을 맺는다.

## 출연
- 톰 행크스 (포레스트 검프 역)
- 로빈 라이트 펜 (제니 역)
- 게리 시니스 (댄 테일러 중위 역)

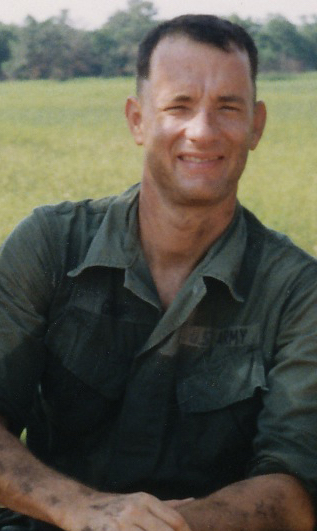
영화 세트장의 톰 행크스 (1993년)

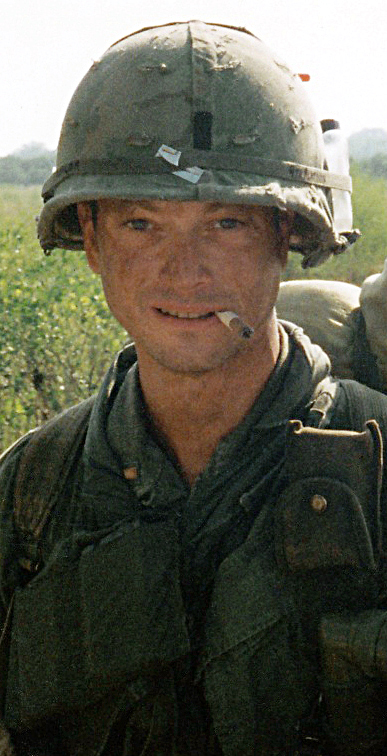
영화 세트장의 게리 시나이즈 (1993년)

- 미켈티 윌리엄슨 (밴저민 뷰포드 '버바' 블루 역)
- 샐리 필드 (검프 여사 역)
- 헤일리 조엘 오스먼트 (검프 아들)
- 피터 도브슨 (엘비스 프레슬리 역)
- 리처드 디 알레산드로 (애비 호프먼 역)
- 제프리 블레이크 (웨슬리 역)
- 쇼반 팔론 호건 (도로시 해리스 역)
- 소니 시로어 (폴 베어 브라이언트 코치 역)
- 그랜드 L. 부시, 코너 케넬리, 테디 레인 주니어 (흑표당 역)
- 빌 로버슨 (의자 위의 뚱뚱한 사람 역)

## 한국어판 성우진

### KBS (2000년 3월 4일)
- 오세홍 - 포레스트 검프(톰 행크스)
- 차명화 - 제니(로빈 라이트)
- 최병상 - 댄 중위(게리 시니즈)
- 김정희 - 포레스트 엄마(샐리 필드)
- 김준 - 부바(미켈티 윌리엄슨) / 알(커크 워드) / 흑표단(마이클 제이스)
- 안종국 - 교장 선생님(샘 앤더슨) / 딕 카벳(본인)
- 노민 - 의사(해롤드 허텀) / 군인(아페모 오밀라미) / 벤치에 앉은 남자(빌 로버슨)
- 이윤선 - 방송 기자(데이비드 브리스빈) / 군인(에릭 언더우드) / 어부(W. 벤슨 테리)
- 유영환 - 미식축구 감독(소니 쉬로어) / 운전사(루스 윌슨)
- 문관일 - 심스 하사(캘빈 개든) / 미식축구 코치(브렛 라이스) / 클럽 손님(제프리 위너) / 군인(바이런 민스) / 흑표단(케빈 데이비스)
- 김승준 - 존 레논(조 스테파넬리) / 제니의 남자친구(마크 매테이센) / 방송 앵커(조 워싱턴)
- 구자형 - 엘비스 프레슬리(커트 러셀) / 케네디 대통령(제드 길린) / 웨슬리(제프리 블레이크)
- 김관진 - 클레브랜드(마이클 버제스) / 애비 호프먼(리처드 달레산드로) / 포레스트의 친구(타일러 롱) / 군의관(마이클 맥폴) / 버스 운전사(케네스 베빙턴)
- 배정미 - 어린 포레스트(마이클 코너 험프리즈) / 포레스트의 아들(헤일리 조엘 오스먼트)

#### KBS판 스태프
- 녹음 - 홍유선
- 그래픽 - 이미경
- 편집감독 - 박강열
- 편집 - 이윤주, 송제혁
- 번역 - 이재강
- 연출 - 이원희
- 우리말제작 - KBS 영상사업단

### MBC (2005년 11월 5일)
- 권혁수 - 포레스트 검프(톰 행크스)
- 송도영 - 제니(로빈 라이트)
- 신성호 - 댄 중위(게리 시니즈)
- 안장혁 - 버바(미켈티 윌리엄슨)
- 이미자 - 어린 포레스트(마이클 코너 험프리즈) / 포레스트의 아들(헤일리 조엘 오스먼트)
- 김은영
- 안정현
- 김용식
- 김태훈
- 김명수
- 이도련
- 이성
- 최상기
- 황윤걸
- 손원일
- 양희문
- 문남숙
- 박신희
- 방성준
- 정재헌
- 이원찬

#### MBC판 스태프
- 번역 - 이강식
- 연출 - 신석균

## 제작

### 대본
"대본가 에릭 로스(Eric Roth)는 책에서 상당 부분을 떼어내었다. 우리는 이 책에서 두 가지 요소를 가져왔는데 하나는 사랑 이야기를 주로 다루고 환상적인 모험을 이차적으로 다루는 것이다. 또, 이 책은 영화보다 더 차갑게 느껴진다. 영화에서 검프는 완전히 점잖고 그의 말에는 진실한 인물이다. 그에게는 제니, 그의 어머니, 그리고 하나님 말고는 어떠한 계획도 의견도 없다." (감독 로버트 제메키스)

이 영화는 윈스톤 그룸의 1986년 소설에 기반한다. 두 작품 모두 포레스트 검프라는 인물에 대해 이야기한다. 그러나 영화는 주로 소설의 처음 11개의 장에 초점을 맞추고 있고 버바 검프 새우회사(Bubba Gump Shrimp Co.) 설립과 포레스트 주니어를 만나는 일의 소설 앞뒤를 무시한다. 소설의 일부분들을 생략하였고 소설에 없는 검프의 삶의 몇 가지 부분을 추가하였다. 이를테면 그가 아이였을 때 다리를 고정시켰다든지 나라를 일주하였다든지 등의 일이 그것이다.
검프의 주된 인성 또한 소설과 다르다. 무엇보다도 그는 서번트 신드롬을 겪는다. 대학교에서 미식축구를 하는 동안 그는 재능과 체육관에서 낙제하지만 고등 체육 수업에서 만점을 받게 되며 학교가 요구하는 사항을 만족시킨다. 소설은 또 검프를 우주비행사, 프로 레슬링 선수, 체스 선수로 묘사하였다.
밥 제메키스가 선발되기 앞서 두 명의 감독이 영화를 감독할 기회를 제공 받았다. 테리 길리엄은 감독일을 맡는 것을 거절하였다. 베리 소넨펠드는 영화에 애착을 가졌으나 아담스 패밀리 2(Addams Family Values)를 감독하기 위해 자리를 떠났다.

### 영화 촬영
영화 촬영은 1993년 8월에 비롯하여 4개월 뒤인 12월에 끝이 났다. 영화 대부분이 앨라배마에서 촬영되었으나 영화 촬영은 주로 노스 캘리포니아 일부 지역뿐 아니라 사우스 캐롤리나의 뷰포트에서도 진행되었다. 검프 가족의 집은 조지아 주의 서배너에서 세워졌으며 주변 땅은 베트남 장면 몇몇과 제니의 집을 촬영하는 데 쓰였다. 베트남전 장면을 개선하기 위하여 스무 그루가 넘는 나무들을 심었다.
포레스트 검프는 그의 삶의 이야기를 그가 버스 정류장 의자에 앉아 있었던 치피와 광장(Chippewa Square)에서 진행하였다.

### 시각 효과
인더스트리얼 라이트 앤드 매직의 켄 렐스턴(Ken Ralston)과 그의 팀은 영화의 시각 효과를 맡고 있었다. CGI 기술을 이용하여 포레스트 검프를 지금은 세상에 없는 대통령들과 만나 악수하는 장면을 묘사할 수 있었다. 주인공을 블루 스크린 앞에서 촬영시킨 뒤 오래된 동영상에 잘 나열하여 붙이는 작업을 사용하였다. 역사적 인물의 목소리를 녹취하기 위하여 목소리 더빙을 하는 사람들을 고용하였다. 사람이 말할 때 목소리도 따라 말하는 것을 보여 주기 위해 입의 모양을 바꾸는 데 쓰이는 특수 효과도 이용하였다. 오래된 동영상과 크로마 키, 워핑(warping), 모핑(morphing), 로토스코프와 같은 기술의 조합으로 주인공은 해당 동영상에 삽입될 수 있었다. 베트남 전쟁의 한 장면에서 검프는 네이팜탄 공격에서 다친 버바를 옮기게 된다. 이 효과를 만들어 내기 위해 스턴트 배우들이 합성 목적으로 초반에 사용되었다. 그 뒤 주인공 검프와 윌리암슨이 촬영되었는데, 윌리암슨은 케이블 줄에 지탱하였고 검프는 그를 들고 달릴 수 있었다. 그 뒤에 폭발 장면이 촬영되었고 배우들은 디지털 방식으로 추가되어 폭발 전면에 보이게 했다. 제트기와 네이팜탄 통도 CGI로 추가되었다. 배우 게리 시나이즈의 다리 제거 CGI도 그의 다리에 파란 직물을 두룸으로써 수행할 수 있었고, 그 뒤에 로토 페인트(roto paint) 팀이 모든 프레임마다 그의 다리를 벗겨내는 작업을 수행하였다. 한 시점에서 그가 스스로 휠체어에 몸을 천천히 올리는 동안 그의 없어진 다리들은 지탱을 하는 데 쓰이게 된다. 워싱턴 D.C.에 있던 링컨 기념 행사와 수영장에서의 평화 모임에서 포레스트가 제니를 발견하는 장면에는 많은 수의 사람들을 만들어내기 위한 시각 효과가 요구되었다. 영화 촬영 이틀에 걸쳐 거의 1,500명이 되는 엑스트라들이 사용되었다. 연속 촬영을 통하여 엑스트라들이 재배열되어 카메라에서 떨어진 다른 방향으로 이동시켰다. 컴퓨터의 도움으로 엑스트라 배우들은 수백 수천의 사람들을 이루는 관중들로 수를 배가시킬 수 있었다.

## 수상
| 상                       | 부문       | 수상자                                             | 결과 | 출처   |
| ------------------------ | ---------- | -------------------------------------------------- | ---- | ------ |
| 제67회 아카데미상 (1995) | 작품상     | Wendy Finerman, Steve Starkey, Steve Tisch         | 수상 | [ 13 ] |
| 제67회 아카데미상 (1995) | 남우주연상 | 톰 행크스                                          | 수상 | [ 13 ] |
| 제67회 아카데미상 (1995) | 남우조연상 | 게리 시니스                                        | 후보 | [ 14 ] |
| 제67회 아카데미상 (1995) | 감독상     | 로버트 저메키스                                    | 수상 | [ 13 ] |
| 제67회 아카데미상 (1995) | 각본상     | 에릭 로스                                          | 수상 | [ 13 ] |
| 제67회 아카데미상 (1995) | 촬영상     | 돈 버지스                                          | 후보 | [ 14 ] |
| 제67회 아카데미상 (1995) | 미술상     | 릭 카터, 낸시 하이                                 | 후보 | [ 14 ] |
| 제67회 아카데미상 (1995) | 편집상     | 아서 슈밋                                          | 수상 | [ 13 ] |
| 제67회 아카데미상 (1995) | 시각효과상 | 켄 랠스턴, 조지 머피, 앨런 홀, 스티븐 로젠바움     | 수상 | [ 13 ] |
| 제67회 아카데미상 (1995) | 분장상     | 대니얼 C. 스트리프키, 핼리 더모어                  | 후보 | [ 14 ] |
| 제67회 아카데미상 (1995) | 음악상     | 앨런 실베스트리                                    | 후보 | [ 14 ] |
| 제67회 아카데미상 (1995) | 음향효과상 | 랜디 톰, 톰 존슨, 데니스 S. 샌즈, 윌리엄 B. 캐플런 | 후보 | [ 14 ] |
| 제67회 아카데미상 (1995) | 음향편집상 | 글로리아 S. 보더스, 랜디 톰                        | 후보 | [ 14 ] |

## 사운드트랙
영화에 사용되었던 음악을 담은 사운드트랙은 1994년에 발매되었는데, 앨런 실베스트리가 작곡한 테마를 비롯하여 엘비스 프레슬리, 비치 보이스, 마마스 앤 파파스, 밥 딜런, 사이먼 앤 가펑클 등 유명 아티스트들의 곡들까지 총 32곡이 수록되어있고, 2001년에 2곡을 추가한 스페셜 에디션이 발매되었다.

## 식당

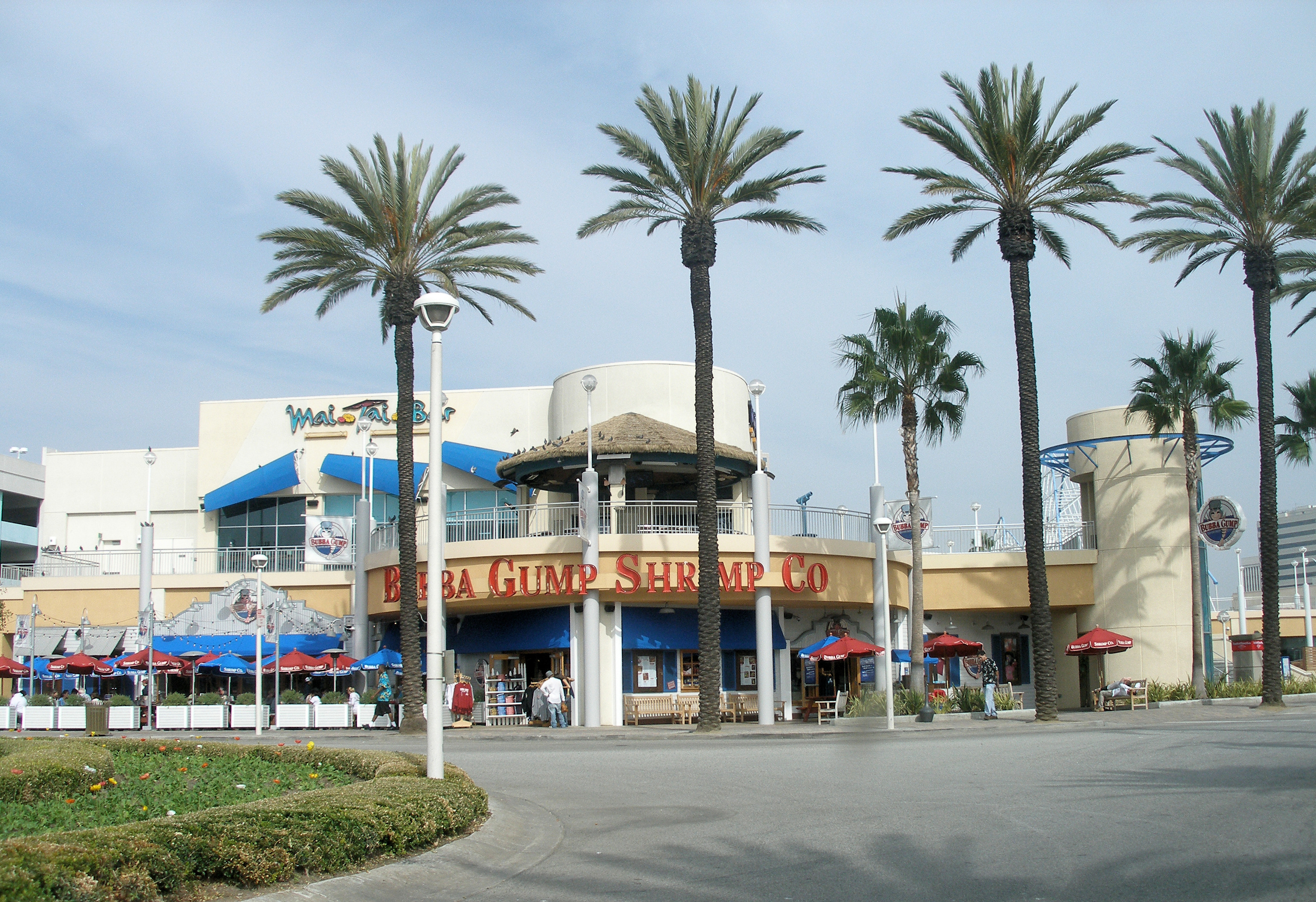
2007년 11월에 찍은 캘리포니아 주의 롱 비치에 있는 버바 검프 식당.

이 영화로 인하여 버바 검프 새우 회사(Bubba Gump Shrimp Company)라는 이름의 해물 식당이 세워졌다. 이는 영화 속 검프가 그의 이름과 그의 친구 버바의 이름을 따서 만든 새우 회사에서 그 이름을 가져온 것이다. 첫 식당이 1996년에 캘리포니아 주의 몬터레이에 세워졌고 지금은 미국과 다른 나라에서 30개가 넘는 도시로 퍼져나가고 있다.